# Hans-Otto Kröner
Hans-Otto Kröner (* 20. Mai 1928 in Lübeck; † 31. Oktober 2015 in Trier) war ein deutscher Klassischer Philologe. Er war von 1970 bis 1995 Professor für Klassische Philologie (insbesondere Latinistik) an der Universität Trier.

## Leben
Hans-Otto Kröner studierte Klassische Philologie an der Universität Marburg und wurde dort am 10. November 1952 zum Dr. phil. promoviert mit der ungedruckten Arbeit Die „Dirae“ der Appendix Vergiliana. Nach dem Ersten Staatsexamen in den Fächern Latein und Griechisch arbeitete er vom 1. Oktober 1953 bis zum 30. September 1960 als Assistent am Thesaurus Linguae Latinae in München und verfasste Artikel für die Teilbände VII 1 und VII 2 (Buchstabe I).
1969 habilitierte sich Kröner an der Universität des Saarlandes mit der ungedruckten Schrift Untersuchungen zu den Empfehlungsschreiben Ciceros im Fach Klassische Philologie und hielt eine Antrittsvorlesung mit dem Titel Elegisches Unwetter. Bereits im folgenden Jahr nahm er einen Ruf auf einen Lehrstuhl für Klassische Philologie (insbesondere Latinistik) an der neu gegründeten Universität Trier an. In Trier wirkte Kröner 25 Jahre lang neben dem Professor für Gräzistik Leif Bergson und baute mit ihm zusammen den Fachbereich Klassische Philologie an der Universität aus. 1995 wurde Kröner emeritiert.
Kröners Forschungsschwerpunkt war die lateinische Literatur der Antike, insbesondere die römische Dichtung und Rhetorik. Er verfasste zahlreiche Aufsätze und Lexikonartikel, darunter mehrere Nachträge für Paulys Realenzyklopädie der klassischen Altertumswissenschaft.

## Schriften (Auswahl)
- Die „Dirae“ der Appendix Vergiliana. Dissertation Philipps-Universität Marburg, Philosophische Fakultät 1952, DNB 480327874.
- Untersuchungen zu den Empfehlungsschreiben Ciceros. Saarbrücken 1969 (Habilitationsschrift)